# Bahnhof Kami-Sunagawa
Der Bahnhof Kami-Sunagawa (jap. 上砂川駅, Kami-Sunagawa-eki) ist ein ehemaliger Bahnhof auf der japanischen Insel Hokkaidō. Er befand sich in der Unterpräfektur Sorachi auf dem Gebiet der Gemeinde Kamisunagawa und war von 1918 bis 1994 in Betrieb.

## Beschreibung

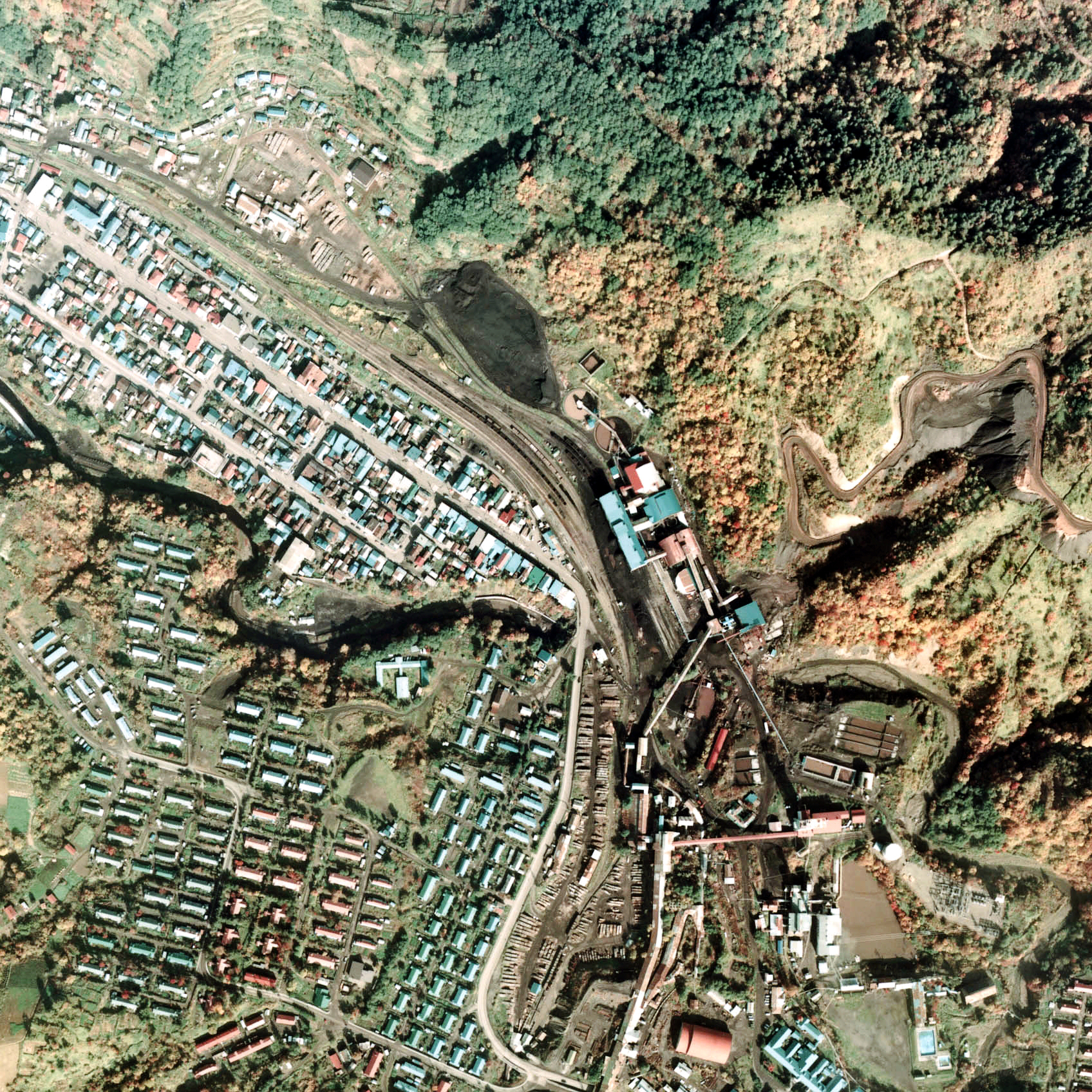
Luftansicht (1976)

Kami-Sunagawa war die östliche Endstation der 7,3 km langen Kamisunagawa-Zweiglinie, betrieblich ein Teil der Hakodate-Hauptlinie. Sie zweigte in Sunagawa von dieser ab und folgte in östlicher Richtung dem gleichnamigen Fluss. Der Bahnhof lag am östlichen Stadtrand und war von Nordwest nach Süd ausgerichtet, wobei die Gleisanlage eine leichte Biegung aufwies. Ein Gleis war dem Personenverkehr vorbehalten, mit dem Empfangsgebäude an der Südseite des Areals. Weitere fünf Gleise dienten dem umfangreichen Güterverkehr. Die Strecke endete nicht im Bahnhof selbst, sondern rund dreihundert Meter südlich davon an einem Stumpfgleis.
Von der einst ausgedehnten Gleisanlage ist wenig erhalten geblieben. 2010 wurde das Empfangsgebäude um einige Meter versetzt. Der ehemalige Wartesaal beherbergt eine Ausstellung über verschiedene Film- und Fernsehproduktionen, für die der Bahnhof als Kulisse gedient hatte (u. a. Eki Station). Am ehemaligen Bahnsteig sind ein Bremserwagen und ein Personenwagen dauerhaft abgestellt und können besichtigt werden.

## Geschichte

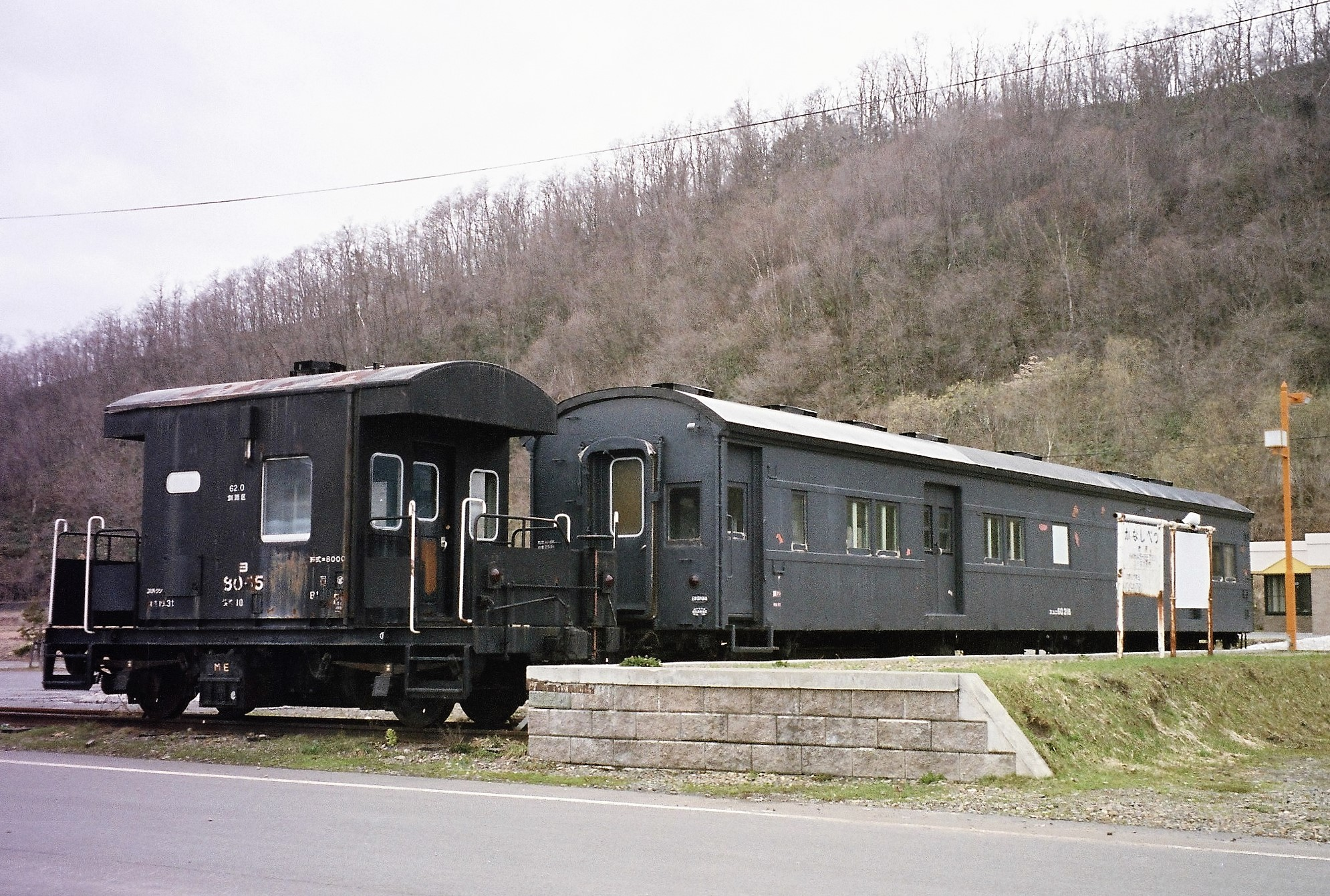
Abgestellte Bahnwagen

1914 nahm der Mitsui-Konzern nach intensiven geologischen Untersuchungen ein bedeutendes Bergwerk in Betrieb. Zu dessen Erschließung entstand eine Eisenbahnverbindung zum Bahnhof Sunagawa. Sie wurde am 5. November 1918 eröffnet und diente zunächst ausschließlich dem Güterverkehr. Das Eisenbahnministerium übernahm den Betrieb am 1. August 1926 und führte am selben Tag den Personenverkehr ein. 1937 erhielt der Bahnhof ein neues Empfangsgebäude sowie ein Ausziehgleis, 1943 ein Verladegleis zum Bergwerk und eine Kohleaufbereitungsanlage.

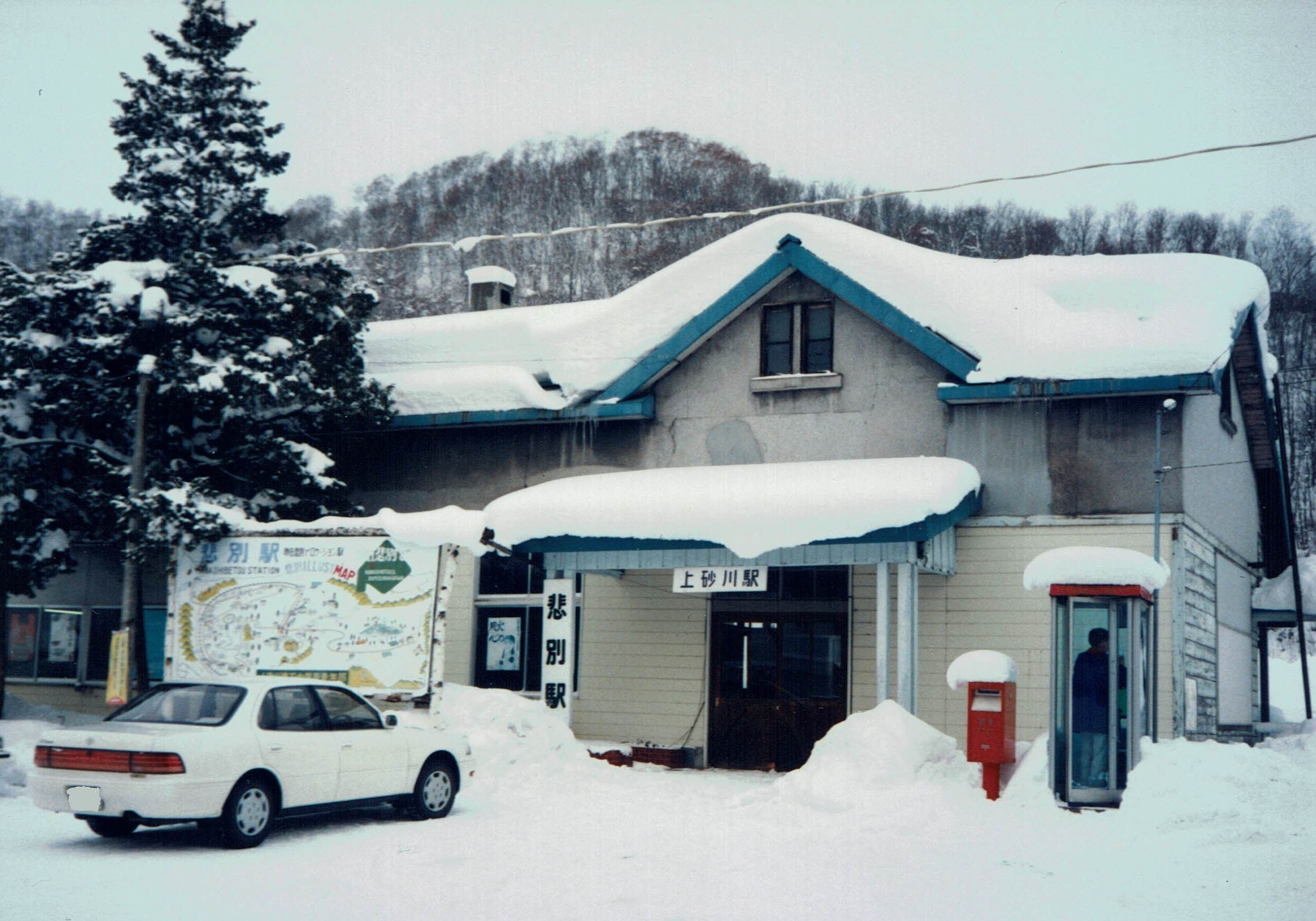
Bahnhof Kamisunagawa während des aktiven Betriebs (Januar 1994)

1968 fügte die Japanische Staatsbahn ein zweites Verladegleis hinzu, entfernte es jedoch elf Jahre später wieder, da die Fördermenge mittlerweile markant zu sinken begonnen hatte. Aus Kostengründen gab die Staatsbahn am 1. Februar 1984 die Gepäckaufgabe auf. Aufgrund der Schließung des Bergwerks stellte sie am 24. März 1987 auch den Güterverkehr ein. Im Rahmen der Staatsbahnprivatisierung ging der Personenverkehr acht Tage später, am 1. April 1987, an die neue Gesellschaft JR Hokkaido über. Vom selben Tag an war der Bahnhof nicht mehr mit Personal besetzt. Am 16. Mai 1994 legte JR Hokkaido die Kamisunagawa-Zweiglinie still.